# ПромЗІЗ-Донбас
ПромЗІЗ-Донбас — провідний вітчизняний виробник промислових засобів індивідуального захисту (ЗІЗ). Одне із найбільших підприємств у галузі, що пропонує комплексне обслуговування клієнтів з найширшою пропозицією ЗІЗ: від спецодягу, спецвзуття, ЗІЗ органів дихання, голови, рук до запобіжних поясів, діелектричних виробив, інструменту. Продукція підприємства має сертифікати відповідності діючим ДСТУ.
Розташоване в Донецьку.